# Josipovac Punitovački
Josipovac Punitovački is een plaats in de gemeente Punitovci in de Kroatische provincie Osijek-Baranja. De plaats telt 806 inwoners (2001).